# Муданьцзян Хайлан (аэропорт)
Аэропорт Муданьцзян Хайлан (ИАТА: MDG, ИКАО: ZYMD) — коммерческий аэропорт, обслуживающий авиаперевозки города Муданьцзян (провинция Хэйлунцзян, КНР).